# Francesc Villalonga Fàbregues
Francesc Villalonga i Fàbregues (Palma, 1856-1932) va ser un polític mallorquí d'ideologia republicana que arribà a ser batle de Palma. Fill del també polític Antoni Villalonga Pérez.
El 1881 va ser un dels promotors de la recuperació del Partit Republicà Federal a les illes Balears. Entre els anys 1901 i 1920, va ser regidor a la capital de Mallorca.
A les eleccions municipals del 12 d'abril de 1931 sortí elegit regidor per la candidatura republicana-federal. Ocupà la batlia de Palma entre l'octubre de 1931 i el maig de 1932. La seva actuació més important durant aquest període va ser el Pla General de Construccions Escolars de la ciutat.